# Liste des refuges de Corse
Les refuges de Corse listés ici sont des refuges de montagne à vocation initiale de tourisme montagnard, gérés et entretenus par le parc naturel régional de Corse, d'une capacité de 12 à 36 places environ. Il s'agit d'hébergements de passage et non de séjour dont l'utilisation est payante,. Ils sont entourés d'un espace destiné au bivouac, d'une capacité d'accueil de 150 personnes en moyenne.
Durant la saison estivale, 14 des 16 refuges du parc naturel régional sont gardés par des agents ou délégataires en charge de l'information des visiteurs, de l'entretien des lieux, et de la gestion des nuitées. À partir des années 2000, une convention de mise à disposition et d'exploitation et une délégation de service public, y ont également permis l'implantation d'activités commerciales : vente de produits d'épicerie, petite restauration.
La majorité des refuges corses sont situés sur le tracé du GR20. Ce dernier est usuellement divisé en 2 parties :
- une partie nord qui sillonne les deux massifs de haute montagne de la moitié nord de l'île (Cinto et Rotondo) ;
- une partie sud qui sillonne les deux massifs de haute montagne de la moitié sud de l'île (Renoso et Incudine).

Plusieurs refuges (Altore, Campiglione, Pedinielli) détruits par des incendies n'ont jamais été réhabilités.

## GR20 partie nord (deCalenzanaàVizzavona)
Refuges du massif du Monte Cinto (entre Calenzana et le Col de Vergio)
Refuge de l'Ortu di u Piobbu - Refuge de Carozzu - Refuge d'Asco-Stagnu - Refuge de Tighiettu - Refuge de Ciottulu a i Mori.
Refuges du massif du Monte Rotondo (entre le Col de Vergio et Vizzavona)
Refuge de Manganu - Refuge de Petra Piana - Refuge de l'Onda.

## GR20 partie sud (deVizzavonaàConca)
Refuge du massif du Monte Renoso (entre Vizzavona et le Col de Verde)
Refuge d'E Capannelle.
Refuges du massif du Monte Incudine (entre le Col de Verde et Conca)
Refuge de Prati - Refuge d'Usciolu - Refuge d'Asinau - Refuge d'I Paliri.

## Hors GR20
Refuges du massif du Monte Cinto
Refuge de l'Erco - Refuge de Puscaghia (sur le sentier de la transhumance).
Refuge du massif du Monte Rotondo
Refuge de la Sega  (sur le sentier L'Île-Rousse - Corte et le Mare a mare nord).

## Autres refuges
Si des gîtes d'étape, hôtels ou restaurants baptisés « refuge » existent au voisinage de sentiers de randonnée (notamment à Vizzavona et Matalza), ceux-ci ne sont pas des refuges de montagne au sens de la loi, au contraire d'abris communaux non gardés laissés en libre accès (cas des refuges de Prunincu à Lama, de Vizziluga à Tasso et de Foce d'Astra à Bastelica).
Quelques abris forestiers propriétés de la collectivité de Corse sont également dénommés « refuges » mais n'ont pas vocation d'hébergement touristique.